# Ksenobot

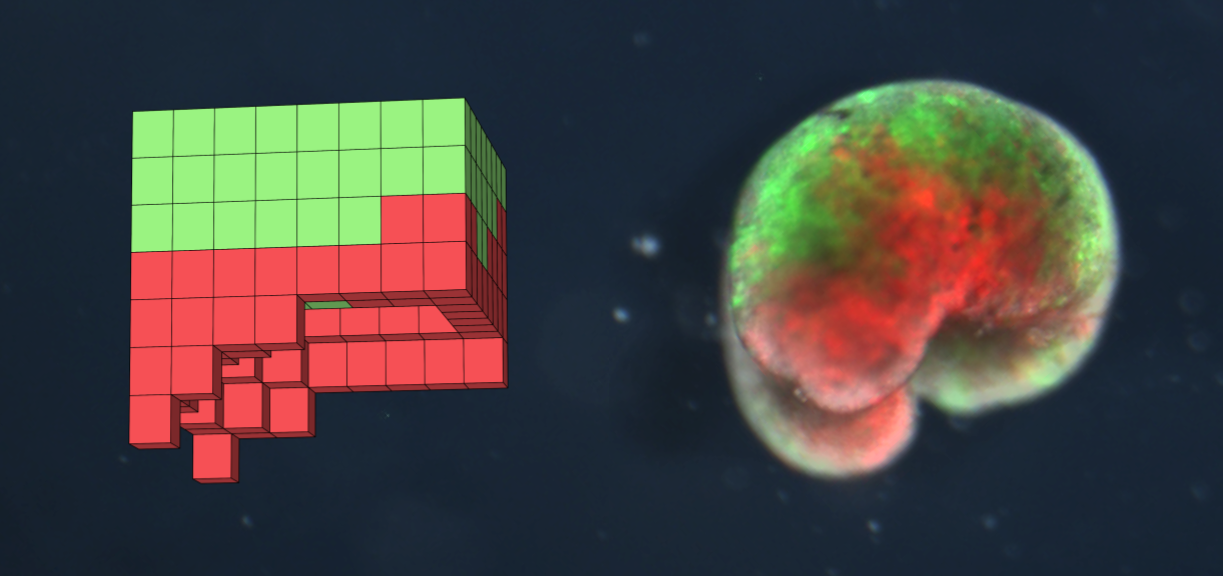
Sztucznie zaprojektowany organizm. Po lewej przedstawiono jego projekt, a po prawej stworzony rzeczywisty organizm, wytworzony z żywych komórek – skóry żaby (kolor zielony) i jej mięśnia sercowego (kolor czerwony).

Ksenobot (ang. xenobot) – syntetycznie stworzony organizm, który składa się z komórek skóry i mięśnia sercowego żab w stadium blastuli. Ich rozmiar nie przekracza jednego milimetra. Jego nazwa pochodzi od platany szponiastej (łac. Xenopus laevis).

## Historia
Pierwsze informacje o ksenobotach pojawiły się na początku roku 2020. Projekt ten został sfinansowany przez Defense Advanced Research Projects Agency. Ksenoboty zostały stworzone w Stanach Zjednoczonych na Uniwersytecie Tufts. W ich stworzeniu uczestniczyli naukowcy: Douglas Blackiston, Sam Kriegman, Michael Levin i Josh Bongard.
Stwierdzono pierwsze przypadki samoczynnej replikacji.

## Możliwe zastosowania
Jako możliwe zastosowania podaje się:
- zbieranie mikroplastiku z oceanów;
- rozprowadzanie lekarstw w ludzkim organizmie;
- usuwanie toksycznych odpadów;
- usuwanie płytki nazębnej;
- oczyszczanie naczyń krwionośnych ze złogów.